# 버보스 모드
버보스 모드(verbose mode)는 컴퓨팅에서 많은 컴퓨터 운영체제와 프로그래밍 언어에서 사용할 수 있는 옵션으로, 컴퓨터가 현재 수행 중인 작업과 시작 시 로드하는 드라이버 및 소프트웨어에 대한 추가 정보를 제공한다. 컴퓨터 프로그램에서 플래그로 사용되면 진단 목적으로 자세한 출력을 생성하여 디버깅을 용이하게 한다.
명령줄에서 프로그램을 실행할 때 자세한 정보 표시 출력은 일반적으로 표준 출력 또는 표준 오류로 출력된다.
cURL이나 배시와 같은 많은 명령줄 프로그램은 -v 또는 --verbose와 같은 플래그를 사용하여 버보스 모드로 설정할 수 있다.